# هیوندای آی۲۰
هیوندای آی۲۰ (به انگلیسی: Hyundai i20) خودرویی است که در سال‌های ۲۰۰۸ تا کنون توسط هیوندای موتور در چنای، هند، ایران و ترکیه تولید شده‌است.

## مونتاژ در ایران
آی۲۰ مونتاژی پس از امضای قرارداد مشارکت هیوندای و کرمان‌موتور، از اوایل سال ۲۰۱۷ (زمستان ۹۵) به ایران آمد تا بدین ترتیب ایران بعد از هندوستان و ترکیه، سومین پایگاه تولیدی نسل دوم این خودرو در جهان باشد. نمونه عرضه شده هیوندای آی ۲۰ در ایران از یک موتور ۱.۴ لیتری و گیربکس ۴ دنده اتوماتیک بهره می‌برد. کرمان موتور برای کم شدن هزینه مونتاژ بسیاری از ویژگی‌های این خودرو از جمله سانروف، ایربگ های جانبی و روکش چرم صندلی ها را حذف کرد که با توجه به برچسب قیمت در حدود ۱۰۰ میلیونی خودرو در زمان عرضه مورد انتقاد برخی قرار گرفت؛ و به همین دلیل نیز از ابتدای سال ۹۷، کرمان موتور با اضافه‌کردن چندین ویژگی جدید، آی۲۰ آپشنال را معرفی کرد. همچنین استفاده از دستگیره‌های کرومی (به‌جای دستگیره‌ها هم‌رنگ بدنه)، تغییر محل نصب دوربین (انتقال به زیر لوگو هیوندای) و اضافه‌شدن نمایشگر دوربین به آینه وسط، از دیگر تفاوت‌های ظاهری آی۲۰ آپشنال با نسخه‌های قبلی این خودروست. مونتاژ هیوندای آی ۲۰ در سال ۱۳۹۷ هجری شمسی در ایران، به پایان رسید‌.

## نگارخانه

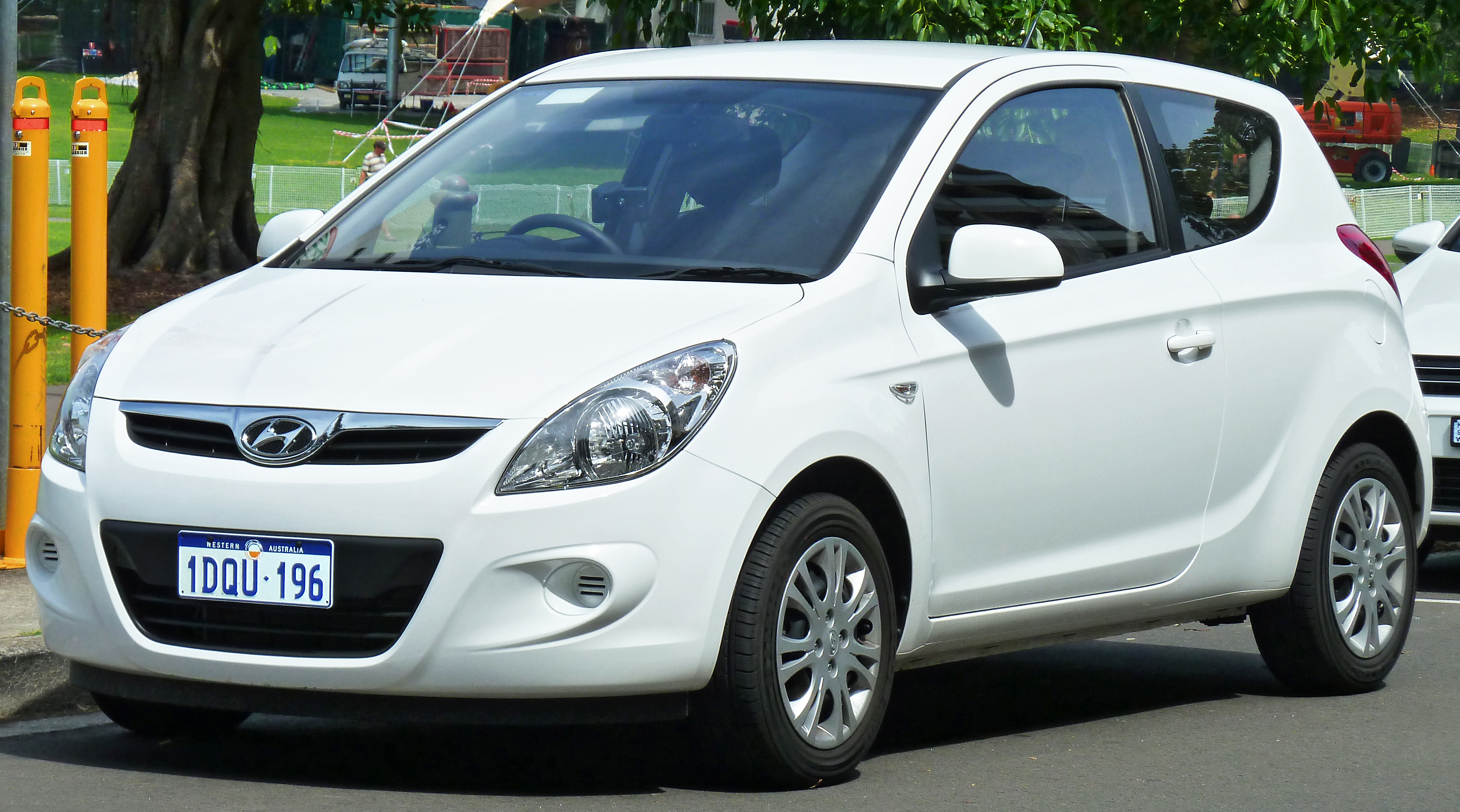
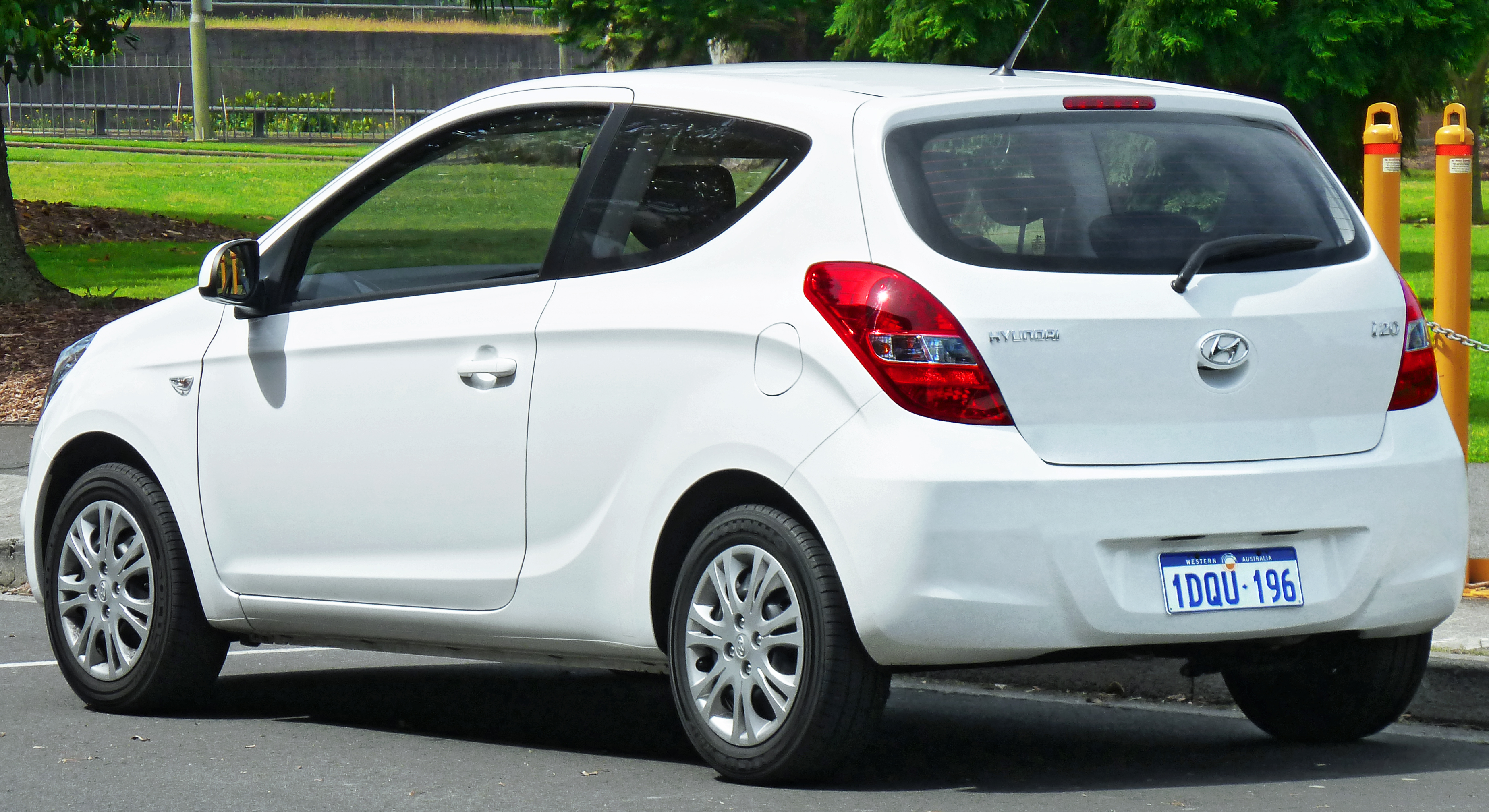
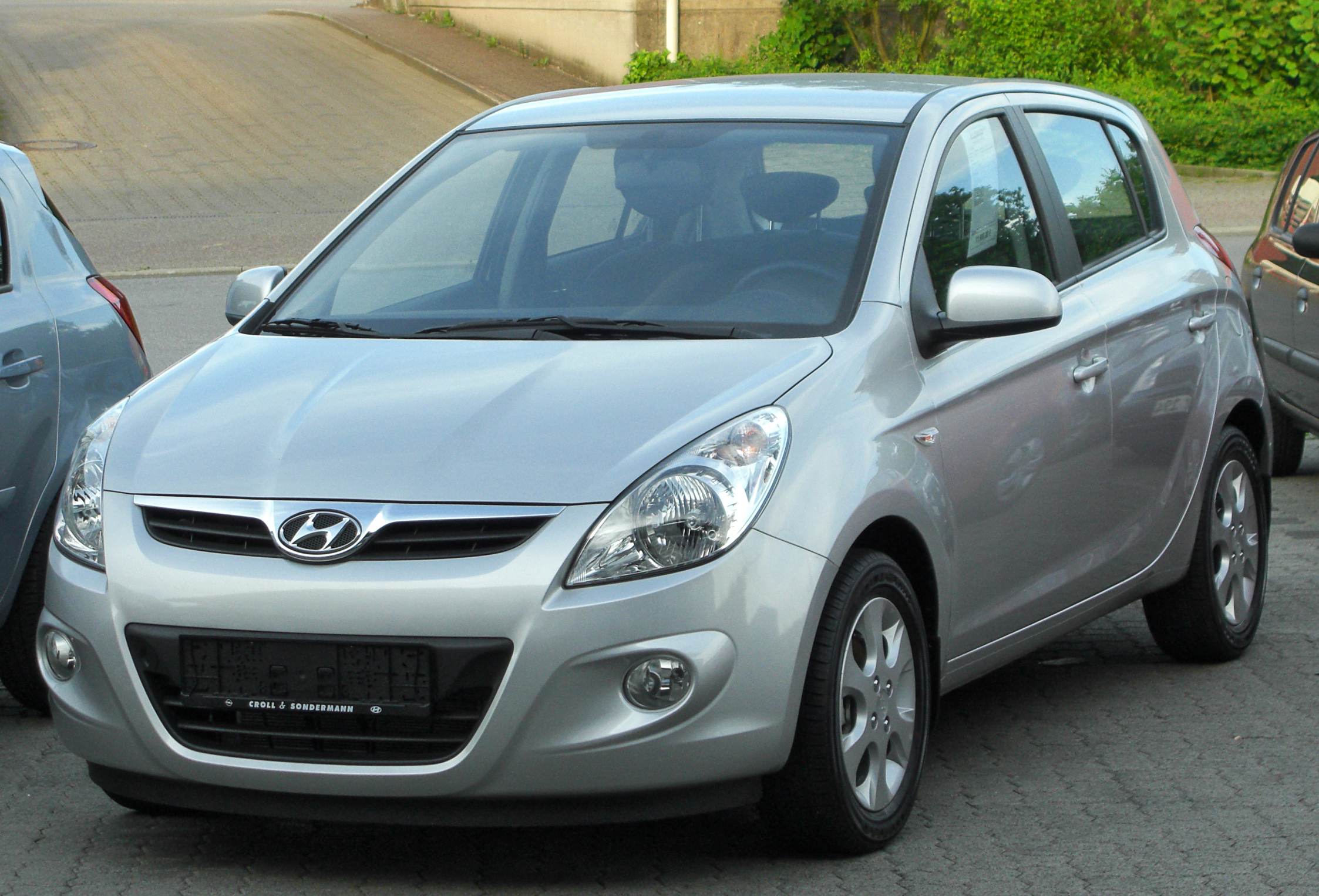
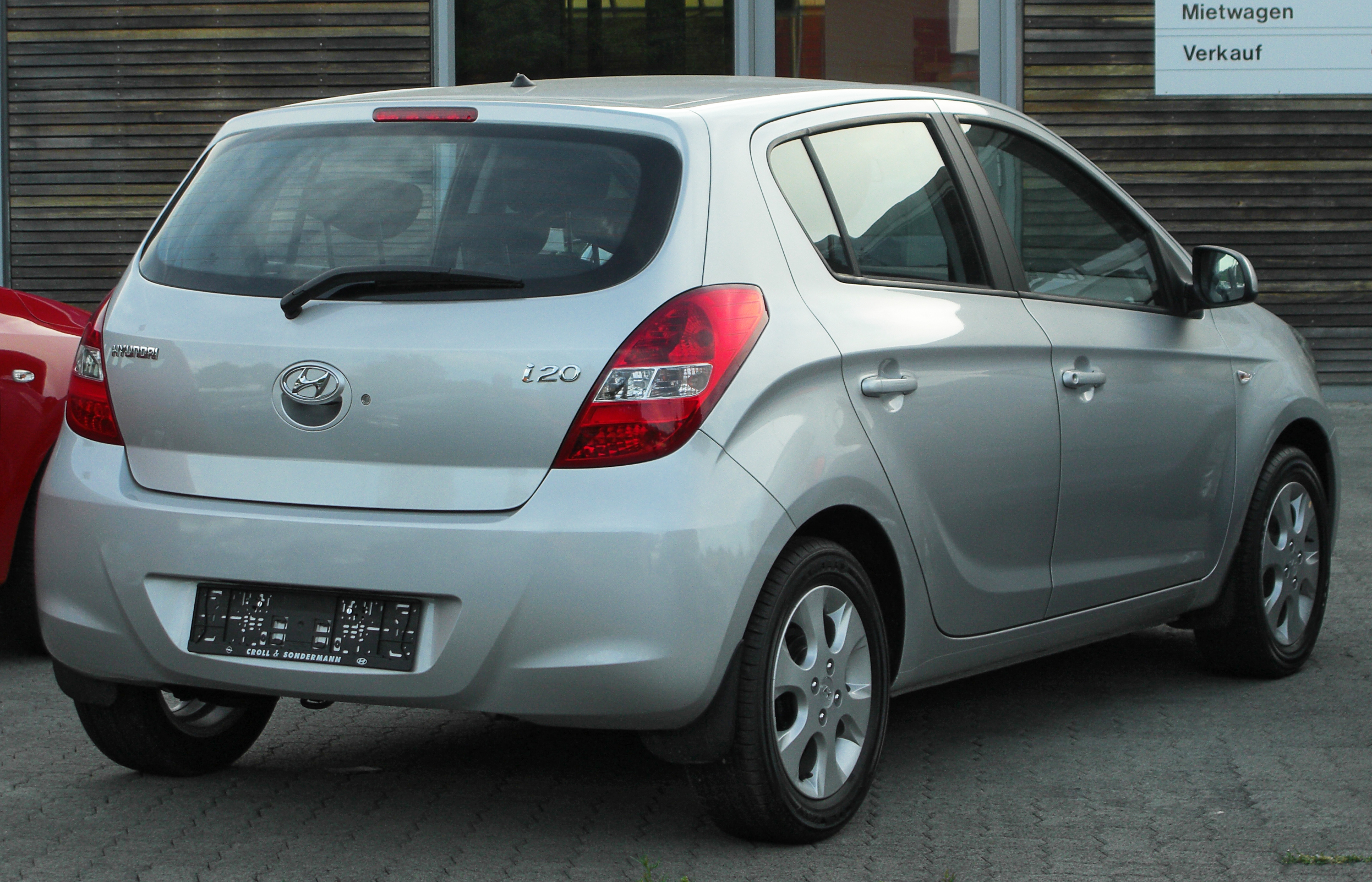